# Scaphognathus
Scaphognathus (del grec; σκάφη (skáphe), «barca» +  γναθος (gnathos), «mandíbula» ; «mandíbula amb forma de barca») és un gènere de pterosaures ramforrincoïdeus la família Rhamphorhynchidae que va viure en l'actual Alemanya durant el Juràssic superior. Tenia una envergadura alar de 90 cm.

## Descripció
El Scaphognathus tenia una envergadura alar de 0,9 m. És conegut a partir de tres espècimens, els quals daten del Kimmeridgià de la Calcària de Solnhofen. Físicament era molt semblants al Rhamphorhynchus, encara que amb notables diferències en el crani.
Per exemple, el Scaphognathus tenia un crani proporcionalment més curt (prop de 11 centímetres) amb una punta roma i una gran finestra antorbitària. Les seves dents s'orientaven més verticalment que en sentit horitzontal. El nombre de dents tradicional d'aquests és de 18 en la mandíbula superior i 10 en la inferior. S. Christopher Bennett, estudiant un nou tercer espècimen el 2004, va determinar que només havia 16 dents a la mandíbula superior, sent major el nombre anterior causa de l'addició errònia de dents de reemplaçament.

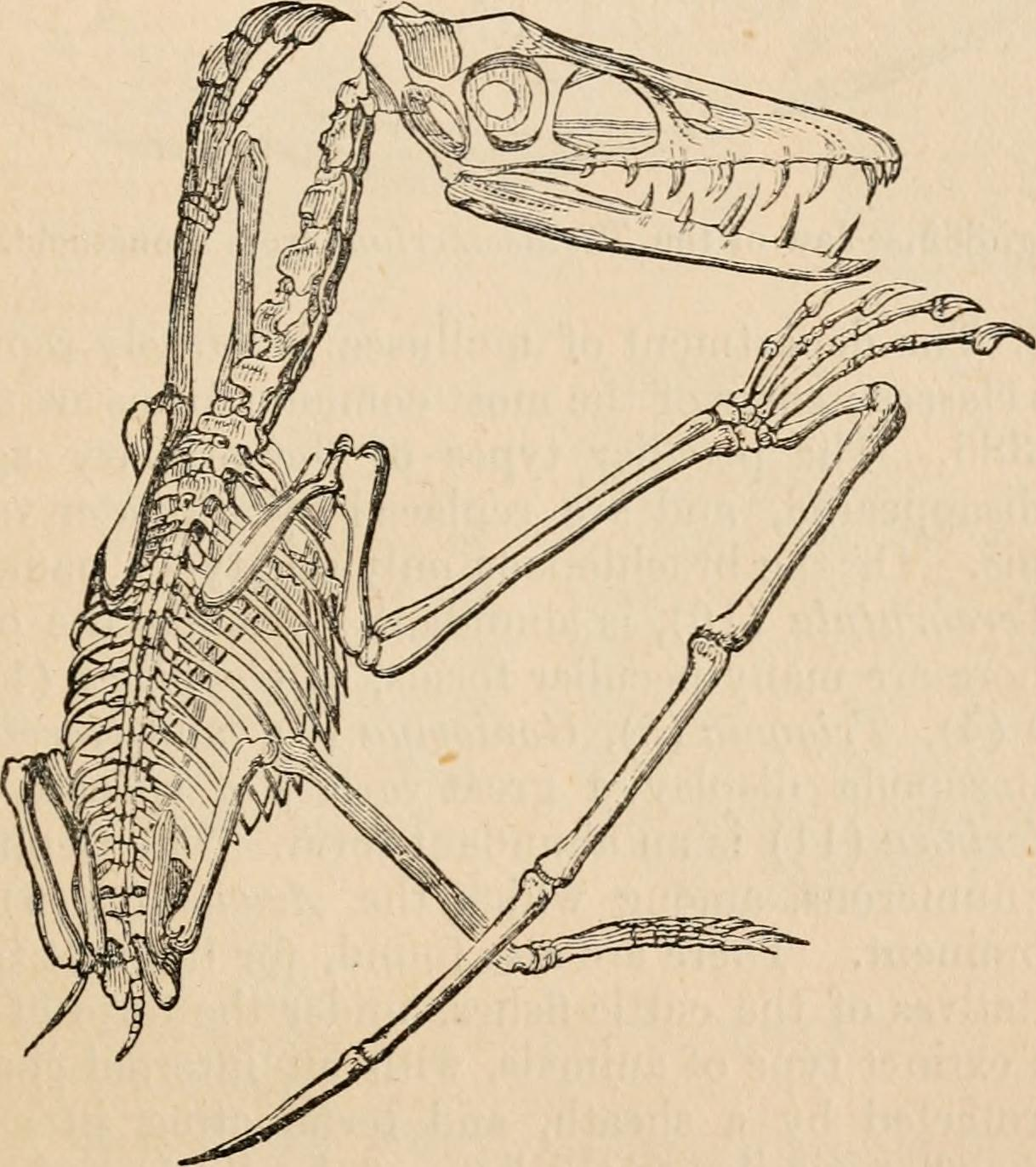
Dibuix d'un esquelet d'un Scaphognathus, 1870
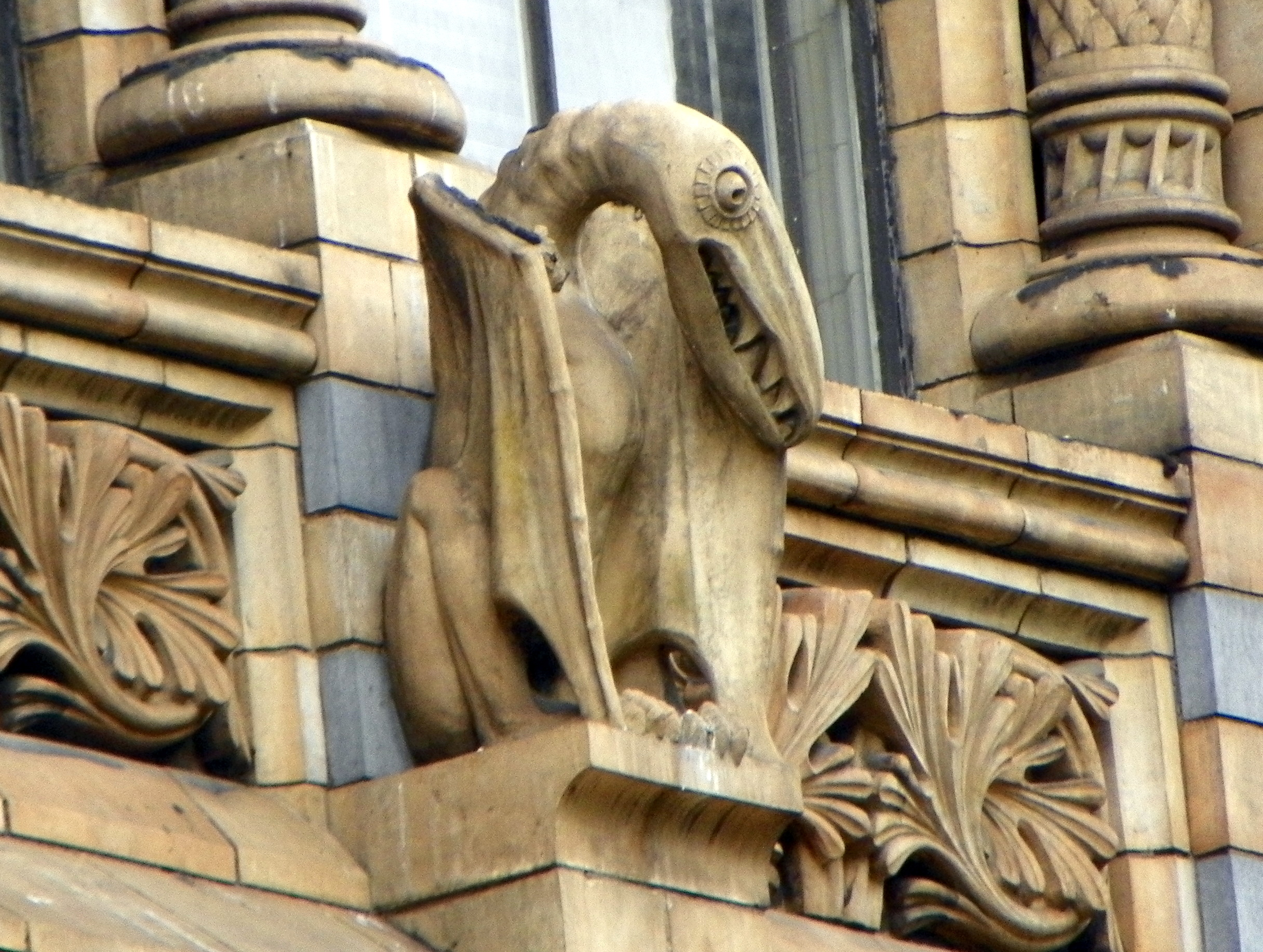
Estàtua d'un Scaphognathus. Museu d'Història Natural de Londres

Les comparacions entre els anells escleròtics del Scaphognathus, les aus i els rèptils moderns suggereixen que podia ser un animal diürn. Això també pot indicar una divisió en el nínxol ecològic amb pterosaures contemporanis que es creu eren nocturns, com el Ctenochasma i el Rhamphorhynchus.

## Història del seu descobriment
El primer espècimen conegut de Scaphognathus va ser descrit en 1831 per August Goldfuss, que va confondre l'espècimen sense cua amb una nova espècie de Pterodactylus, P. crassirostris. El nom específic significa «musell gras» en llatí. Aquest espècimen era un adult incomplet que tenia una envergadura alar de 90 cm recuperat dels estrats de Solnhofen, prop d'Eichstätt. El 1858, Johann Wagner el va classificar com una espècie de Rhamphorhynchus. Però després dels intents fallits de Leopold Fitzinger i Christoph Gottfried Andreas Giebel (qui van usar noms ja ocupats), i de reconèixer la diferència fonamental del mussell del P. crassirostris, Wagner el va nomenar el 1861 com a gènere diferent, Scaphognathus, derivat del grec skáphe (barca) i γναθος (mandíbula), en referència a la forma de la mandíbula inferior.
A principis del segle xx, es va reconèixer la naturalesa «ramphorhynchoide» del S. crassirostris després del descobriment del segon espècimen a Mühlheim amb la cua llarga conservada El segon exemplar de Scaphognathus era més complet que el seu predecessor, però només mesurava la meitat (50 centímetres d'envergadura) i amb ossos parcialment ossificats. Aquestes característiques indiquen que el segon exemplar era jove.

## Filogènia

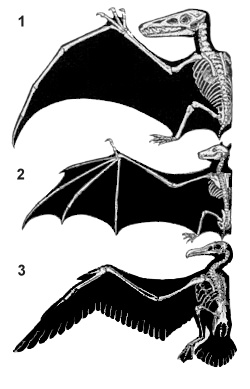
Diagrama d'ossos homòlegs i adaptacions de vol: 1. Pterodàctil (Pterosauria); 2. Ratpenat (Chiroptera); 3. Ocell (Aves)

El cladograma dels Rhamphorhynchus presentat a continuació és el resultat d'una àmplia anàlisi filogenètica publicada per Andres & Myers el 2013.
|  | Scaphognathus crassirostris |
|  |                             |

|  | Cacibupteryx caribensis   |
|  |                           |
|  | Nesodactylus hesperius    |
|  |                           |
|  | Rhamphorhynchus muensteri |
|  |                           |

|  | Harpactognathus gentryii                                                                       |
|  |                                                                                                |
|  | \| \| Angustinaripterus longicephalus \| \| \| \| \| \| Sericipterus wucaiwanensis \| \| \| \| |
|  |                                                                                                |
|  | Angustinaripterus longicephalus                                                                |
|  |                                                                                                |
|  | Sericipterus wucaiwanensis                                                                     |
|  |                                                                                                |

|  | Angustinaripterus longicephalus |
|  |                                 |
|  | Sericipterus wucaiwanensis      |
|  |                                 |

|  | Cacibupteryx caribensis   |
|  |                           |
|  | Nesodactylus hesperius    |
|  |                           |
|  | Rhamphorhynchus muensteri |
|  |                           |

|  | Harpactognathus gentryii                                                                       |
|  |                                                                                                |
|  | \| \| Angustinaripterus longicephalus \| \| \| \| \| \| Sericipterus wucaiwanensis \| \| \| \| |
|  |                                                                                                |
|  | Angustinaripterus longicephalus                                                                |
|  |                                                                                                |
|  | Sericipterus wucaiwanensis                                                                     |
|  |                                                                                                |

|  | Angustinaripterus longicephalus |
|  |                                 |
|  | Sericipterus wucaiwanensis      |
|  |                                 |

|  | Cacibupteryx caribensis   |
|  |                           |
|  | Nesodactylus hesperius    |
|  |                           |
|  | Rhamphorhynchus muensteri |
|  |                           |

|  | Harpactognathus gentryii                                                                       |
|  |                                                                                                |
|  | \| \| Angustinaripterus longicephalus \| \| \| \| \| \| Sericipterus wucaiwanensis \| \| \| \| |
|  |                                                                                                |
|  | Angustinaripterus longicephalus                                                                |
|  |                                                                                                |
|  | Sericipterus wucaiwanensis                                                                     |
|  |                                                                                                |

|  | Angustinaripterus longicephalus |
|  |                                 |
|  | Sericipterus wucaiwanensis      |
|  |                                 |

|  | Cacibupteryx caribensis   |
|  |                           |
|  | Nesodactylus hesperius    |
|  |                           |
|  | Rhamphorhynchus muensteri |
|  |                           |

|  | Harpactognathus gentryii                                                                       |
|  |                                                                                                |
|  | \| \| Angustinaripterus longicephalus \| \| \| \| \| \| Sericipterus wucaiwanensis \| \| \| \| |
|  |                                                                                                |
|  | Angustinaripterus longicephalus                                                                |
|  |                                                                                                |
|  | Sericipterus wucaiwanensis                                                                     |
|  |                                                                                                |

|  | Angustinaripterus longicephalus |
|  |                                 |
|  | Sericipterus wucaiwanensis      |
|  |                                 |

|  | Scaphognathus crassirostris |
|  |                             |

|  | Cacibupteryx caribensis   |
|  |                           |
|  | Nesodactylus hesperius    |
|  |                           |
|  | Rhamphorhynchus muensteri |
|  |                           |

|  | Harpactognathus gentryii                                                                       |
|  |                                                                                                |
|  | \| \| Angustinaripterus longicephalus \| \| \| \| \| \| Sericipterus wucaiwanensis \| \| \| \| |
|  |                                                                                                |
|  | Angustinaripterus longicephalus                                                                |
|  |                                                                                                |
|  | Sericipterus wucaiwanensis                                                                     |
|  |                                                                                                |

|  | Angustinaripterus longicephalus |
|  |                                 |
|  | Sericipterus wucaiwanensis      |
|  |                                 |

|  | Cacibupteryx caribensis   |
|  |                           |
|  | Nesodactylus hesperius    |
|  |                           |
|  | Rhamphorhynchus muensteri |
|  |                           |

|  | Harpactognathus gentryii                                                                       |
|  |                                                                                                |
|  | \| \| Angustinaripterus longicephalus \| \| \| \| \| \| Sericipterus wucaiwanensis \| \| \| \| |
|  |                                                                                                |
|  | Angustinaripterus longicephalus                                                                |
|  |                                                                                                |
|  | Sericipterus wucaiwanensis                                                                     |
|  |                                                                                                |

|  | Angustinaripterus longicephalus |
|  |                                 |
|  | Sericipterus wucaiwanensis      |
|  |                                 |

|  | Cacibupteryx caribensis   |
|  |                           |
|  | Nesodactylus hesperius    |
|  |                           |
|  | Rhamphorhynchus muensteri |
|  |                           |

|  | Harpactognathus gentryii                                                                       |
|  |                                                                                                |
|  | \| \| Angustinaripterus longicephalus \| \| \| \| \| \| Sericipterus wucaiwanensis \| \| \| \| |
|  |                                                                                                |
|  | Angustinaripterus longicephalus                                                                |
|  |                                                                                                |
|  | Sericipterus wucaiwanensis                                                                     |
|  |                                                                                                |

|  | Angustinaripterus longicephalus |
|  |                                 |
|  | Sericipterus wucaiwanensis      |
|  |                                 |

|  | Cacibupteryx caribensis   |
|  |                           |
|  | Nesodactylus hesperius    |
|  |                           |
|  | Rhamphorhynchus muensteri |
|  |                           |

|  | Harpactognathus gentryii                                                                       |
|  |                                                                                                |
|  | \| \| Angustinaripterus longicephalus \| \| \| \| \| \| Sericipterus wucaiwanensis \| \| \| \| |
|  |                                                                                                |
|  | Angustinaripterus longicephalus                                                                |
|  |                                                                                                |
|  | Sericipterus wucaiwanensis                                                                     |
|  |                                                                                                |

|  | Angustinaripterus longicephalus |
|  |                                 |
|  | Sericipterus wucaiwanensis      |
|  |                                 |

|  | Scaphognathus crassirostris |
|  |                             |

|  | Cacibupteryx caribensis   |
|  |                           |
|  | Nesodactylus hesperius    |
|  |                           |
|  | Rhamphorhynchus muensteri |
|  |                           |

|  | Harpactognathus gentryii                                                                       |
|  |                                                                                                |
|  | \| \| Angustinaripterus longicephalus \| \| \| \| \| \| Sericipterus wucaiwanensis \| \| \| \| |
|  |                                                                                                |
|  | Angustinaripterus longicephalus                                                                |
|  |                                                                                                |
|  | Sericipterus wucaiwanensis                                                                     |
|  |                                                                                                |

|  | Angustinaripterus longicephalus |
|  |                                 |
|  | Sericipterus wucaiwanensis      |
|  |                                 |

|  | Cacibupteryx caribensis   |
|  |                           |
|  | Nesodactylus hesperius    |
|  |                           |
|  | Rhamphorhynchus muensteri |
|  |                           |

|  | Harpactognathus gentryii                                                                       |
|  |                                                                                                |
|  | \| \| Angustinaripterus longicephalus \| \| \| \| \| \| Sericipterus wucaiwanensis \| \| \| \| |
|  |                                                                                                |
|  | Angustinaripterus longicephalus                                                                |
|  |                                                                                                |
|  | Sericipterus wucaiwanensis                                                                     |
|  |                                                                                                |

|  | Angustinaripterus longicephalus |
|  |                                 |
|  | Sericipterus wucaiwanensis      |
|  |                                 |

|  | Cacibupteryx caribensis   |
|  |                           |
|  | Nesodactylus hesperius    |
|  |                           |
|  | Rhamphorhynchus muensteri |
|  |                           |

|  | Harpactognathus gentryii                                                                       |
|  |                                                                                                |
|  | \| \| Angustinaripterus longicephalus \| \| \| \| \| \| Sericipterus wucaiwanensis \| \| \| \| |
|  |                                                                                                |
|  | Angustinaripterus longicephalus                                                                |
|  |                                                                                                |
|  | Sericipterus wucaiwanensis                                                                     |
|  |                                                                                                |

|  | Angustinaripterus longicephalus |
|  |                                 |
|  | Sericipterus wucaiwanensis      |
|  |                                 |

|  | Cacibupteryx caribensis   |
|  |                           |
|  | Nesodactylus hesperius    |
|  |                           |
|  | Rhamphorhynchus muensteri |
|  |                           |

|  | Harpactognathus gentryii                                                                       |
|  |                                                                                                |
|  | \| \| Angustinaripterus longicephalus \| \| \| \| \| \| Sericipterus wucaiwanensis \| \| \| \| |
|  |                                                                                                |
|  | Angustinaripterus longicephalus                                                                |
|  |                                                                                                |
|  | Sericipterus wucaiwanensis                                                                     |
|  |                                                                                                |

|  | Angustinaripterus longicephalus |
|  |                                 |
|  | Sericipterus wucaiwanensis      |
|  |                                 |

|  | Scaphognathus crassirostris |
|  |                             |

|  | Cacibupteryx caribensis   |
|  |                           |
|  | Nesodactylus hesperius    |
|  |                           |
|  | Rhamphorhynchus muensteri |
|  |                           |

|  | Harpactognathus gentryii                                                                       |
|  |                                                                                                |
|  | \| \| Angustinaripterus longicephalus \| \| \| \| \| \| Sericipterus wucaiwanensis \| \| \| \| |
|  |                                                                                                |
|  | Angustinaripterus longicephalus                                                                |
|  |                                                                                                |
|  | Sericipterus wucaiwanensis                                                                     |
|  |                                                                                                |

|  | Angustinaripterus longicephalus |
|  |                                 |
|  | Sericipterus wucaiwanensis      |
|  |                                 |

|  | Cacibupteryx caribensis   |
|  |                           |
|  | Nesodactylus hesperius    |
|  |                           |
|  | Rhamphorhynchus muensteri |
|  |                           |

|  | Harpactognathus gentryii                                                                       |
|  |                                                                                                |
|  | \| \| Angustinaripterus longicephalus \| \| \| \| \| \| Sericipterus wucaiwanensis \| \| \| \| |
|  |                                                                                                |
|  | Angustinaripterus longicephalus                                                                |
|  |                                                                                                |
|  | Sericipterus wucaiwanensis                                                                     |
|  |                                                                                                |

|  | Angustinaripterus longicephalus |
|  |                                 |
|  | Sericipterus wucaiwanensis      |
|  |                                 |

|  | Cacibupteryx caribensis   |
|  |                           |
|  | Nesodactylus hesperius    |
|  |                           |
|  | Rhamphorhynchus muensteri |
|  |                           |

|  | Harpactognathus gentryii                                                                       |
|  |                                                                                                |
|  | \| \| Angustinaripterus longicephalus \| \| \| \| \| \| Sericipterus wucaiwanensis \| \| \| \| |
|  |                                                                                                |
|  | Angustinaripterus longicephalus                                                                |
|  |                                                                                                |
|  | Sericipterus wucaiwanensis                                                                     |
|  |                                                                                                |

|  | Angustinaripterus longicephalus |
|  |                                 |
|  | Sericipterus wucaiwanensis      |
|  |                                 |

|  | Cacibupteryx caribensis   |
|  |                           |
|  | Nesodactylus hesperius    |
|  |                           |
|  | Rhamphorhynchus muensteri |
|  |                           |

|  | Harpactognathus gentryii                                                                       |
|  |                                                                                                |
|  | \| \| Angustinaripterus longicephalus \| \| \| \| \| \| Sericipterus wucaiwanensis \| \| \| \| |
|  |                                                                                                |
|  | Angustinaripterus longicephalus                                                                |
|  |                                                                                                |
|  | Sericipterus wucaiwanensis                                                                     |
|  |                                                                                                |

|  | Angustinaripterus longicephalus |
|  |                                 |
|  | Sericipterus wucaiwanensis      |
|  |                                 |

## Sinonímia
Molts altres Rhamphorhynchoidea s'han considerat sinònims del Scaphognathus entre els anys 1800 i 1900 :
- Pterodactylus crassirostris, Goldfuss, 1830.
- Pachyrhamphus crassirostris, Fitzinger, 1843 (ja ocupat).
- Ornithocephalus crassirostris, Wagner, 1851.
- Brachytrachelus crassirostris, Giebel, 1852 (ja ocupat).
- Rhamphorhynchus crassirostris, Wagner, 1858.